# Акромегалия
Акромегалията е заболяване, причинено от свръхпроизводство на хормона соматотропин от хипофизата – най-често (около 90 %) от доброкачествен хипофизен тумор – аденом, който продуцира самостоятелно и неконтролируемо хормона – след завършването на растежа на индивида. Проявява се в нарастване на крайни части на тялото (длани, стъпала, пръсти, нос, челюсти), смущения в зрението.

## Симптоми

### Зрителни оплаквания
Характерно за туморите на хипофизата е влошаването на страничното периферно зрение (симптом на „кон с капаци“). Дължи се на това, че растящият тумор обикновено притиска най-рано зрителните влакна в очния нерв, които пренасят външното периферно зрение. Възможни са обаче изключения.
Симптомът може да бъде ранен (да се яви преди всички други) или късен (вече да има характерна промяна на външния вид на болния).

### Промени във физиката
При завършили растежа си индивиди свръхпроизводството на растежен хормон води до нарастване на плоските и късите кости, хрущялите, мускулите и вътрешните органи, и в по-малка степен на дебелината на кожата и на кожните придатъци. Това води до следните симптоми:
- нарастване на размера на черепа (което се дължи на задебеляването на костите му);
- изпъкване на скулите и надвеждните кости, водещо до промяна на израза на лицето;
- увеличаване и издаване напред на долната челюст (често водещо до разреждане на зъбите по нея);
- нарастване на носа, ушните миди, езика и задебеляване на устните;
- задебеляване на костите на крайниците, особено на китките и пръстите;
- нарастване и разширяване на дланите и ходилата (болният се нуждае от все по-голям номер ръкавици и обувки);
- задебеляване и често и изкривяване на гръбначния стълб;
- задебеляване на ребрата и придаване на гръдния кош на бъчвообразна форма;
- надебеляване и загрубяване на кожата и засилване на телесното окосмяване (включително по главата);
- нарастване на размера на скелетните мускули (но не винаги повишена физическа сила);
- нарастване на размера на вътрешните органи с най-различни последствия.

## Причини
Причините за това заболяване се крият в хипоталамуса – този дял на мозъка, който е отговорен за производството на хормон, стимулиращ секрецията на соматотропин (хормона на растежа) и соматостатин, който от своя страна е причина за потискането на соматотропина.

## Лечение
Лечението е предимно в три направления:
- Оперативно – отстраняване на аденома.
- Медикаментозно – приемане на медикаменти, потискащи ефектите и/или секрецията на соматотропния хормон (соматостатинови деривати и др.)
- Лъчетерапия.